# Junkers J 15
Das Flugzeug Junkers J 15 entstand im Jahre 1920 als Ergebnis von Voruntersuchungen zu einem kleinen und leichten freitragenden Schulterdecker. Neben dem Piloten konnten zwei Passagiere befördert werden. Die Maschine war mit einem 118-kW-Mercedes/Daimler-D-IIIa-Motor ausgerüstet. Das Flugzeug ermöglichte die Montage der Tragflächen auch an einer Position unterhalb der Passagierkabine, so dass das Flugzeug in einen Tiefdecker verwandelt werden konnte. Damit wurden Vergleiche zwischen diesen beiden Flügelpositionen angestellt.
Die Passagierkabine war großzügig ausgelegt und die hoch liegenden Tragflächen erlaubten den Passagieren eine hervorragende Aussicht.
Da das Cockpit hinter der geschlossenen Passagierkabine angeordnet wurde, war die Bodensicht des Piloten durch die Tragflächenanordnung stark eingeschränkt. Außerdem drangen Auspuffgase in das Cockpit ein. Der Typ wurde deswegen nicht weiterverfolgt, sondern die Erkenntnisse in der Junkers K 16 weiterverwendet.

## Technische Daten
| Kenngröße             | Daten               |
| --------------------- | ------------------- |
| Besatzung             | 1                   |
| Passagiere            | 2                   |
| Länge                 | 8,00 m              |
| Flügelspannweite      | 11,00 m             |
| Höhe                  | 2,75 m              |
| Flügelfläche          | 17,00 m²            |
| Flügelstreckung       | 7,1                 |
| Flächenbelastung      | 41,80 kg/m²         |
| Leermasse             | 430 kg              |
| Zuladung              | 282 kg              |
| Startmasse            | 712 kg              |
| Antrieb               | ein Mercedes D IIIa |
| Leistung              | 160 PS (118 kW)     |
| Höchstgeschwindigkeit | 145 km/h            |
| Reisegeschwindigkeit  | 138 km/h            |
| Reichweite            | 700 km              |